# Poiquilohídria
La poiquilohídria (del grec ποικίλος: variable i ὑδρο: aigua) és la capacitat de comportar-se variablement respecte al seu contingut d'aigua de determinades plantes aquàtiques i altres organismes com els briòfits, els fongs i les algues. També tenen un comportament poiquilohídric les llavors i els grans de pol·len.
Els organismes poiquilohídrics tenen una economia hídrica no estabilitzada en no disposar d'un teixit aïllant que impedeixi l'evaporació enfront de les variacions de l'ambient. En aquestes plantes el contingut d'aigua és similar al del medi on creixen, per això la seva capacitat per colonitzar nous hàbitats és limitada. En condicions seques els seus teixits es deshidraten i contrauen. Els poiquilohídrics poden entrar en dormància quan estan secs i així resistir períodes de condicions adverses amb la rehidratació recuperen les seves funcions vitals.
La poiquilohidria és contraposa a la homeohídria dels organismes que no toleren altes variacions del seu contingut hídric.